# 비디오 테이프 레코더

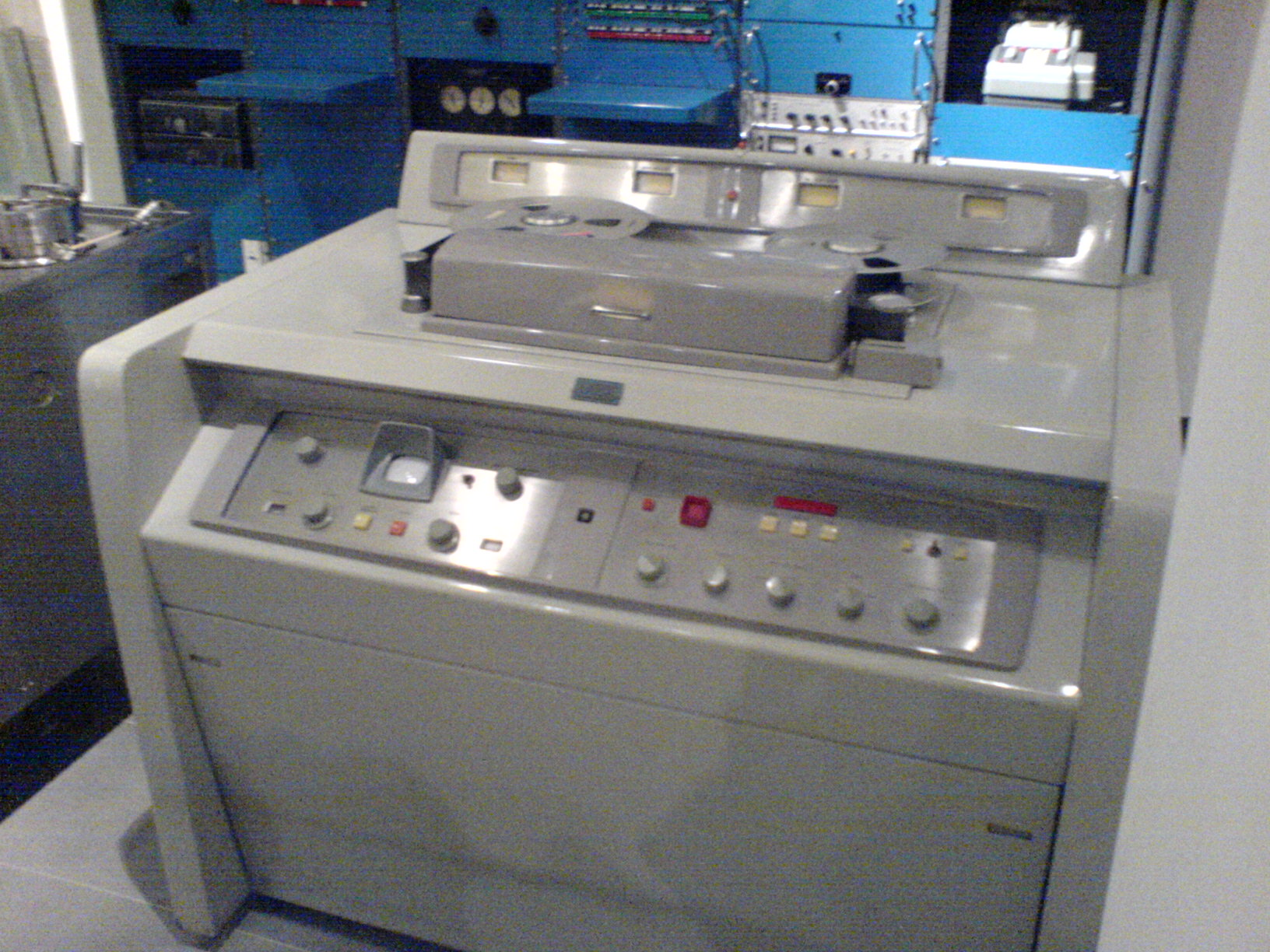
암펙스 콰드루플렉스 VR-1000A. 1950년대 말에 출시된 최초의 상용 비디오 테이프 레코더. 콰드루플렉스 오픈릴 테이프의 너비는 2인치이다.

비디오 테이프 레코더(Video tape recorder, VTR)은 비디오 테이프를 플레이하고 비디오 테이프를 통해 방송을 녹화하던 장비로 주로 방송국에서 사용했으며 가정에서는 비디오카세트 레코더를 사용하였다.

## 자기녹화
자기테이프에 텔레비전의 화상을 기록하는 것을 자기녹화(磁氣綠畵：video tape recording)라고 한다. 1956년에 미국의 암펙스사(Ampex 社)가 발표한 것이 최초이다. 테이프의 폭은 50mm나 되는 폭넓은 것을 쓰고, 테이프 속도는 38.1cm／sec이다. 테이프에 밀착하여 4개의 녹화헤드가 고속도로 회전하고, 이 헤드의 회전과 테이프의 이동으로 테이프에는 지그재그로 기록된다.
이 기록선 1행으로 실제의 TV화상의 주사선의 16줄분이 기록된다. 따라서 32행으로 화상의 1화면을 녹화할 수 있다. 1화면분의 테이프의 길이는 약 13mm가 된다. 텔레비전의 화상신호(video信號)는 4.5MHz이며, 이것을 AM으로 변조하여 녹화한다. 재생할 때는 이것을 복조하여 화상을 재현하고 있다. 주파수가 높으므로 헤드의 틈은 좁아서 2밖에 안 된다. 또 테이프와 헤드의 밀착이 중요하므로 진공으로 흡착시키고 있는데, 이 때문에 헤드의 소모가 심해져서 수시로 교환해야 한다.

## 같이 보기
- 비디오카세트 레코더
- 블루레이 디스크